# DNe (Inschrift)

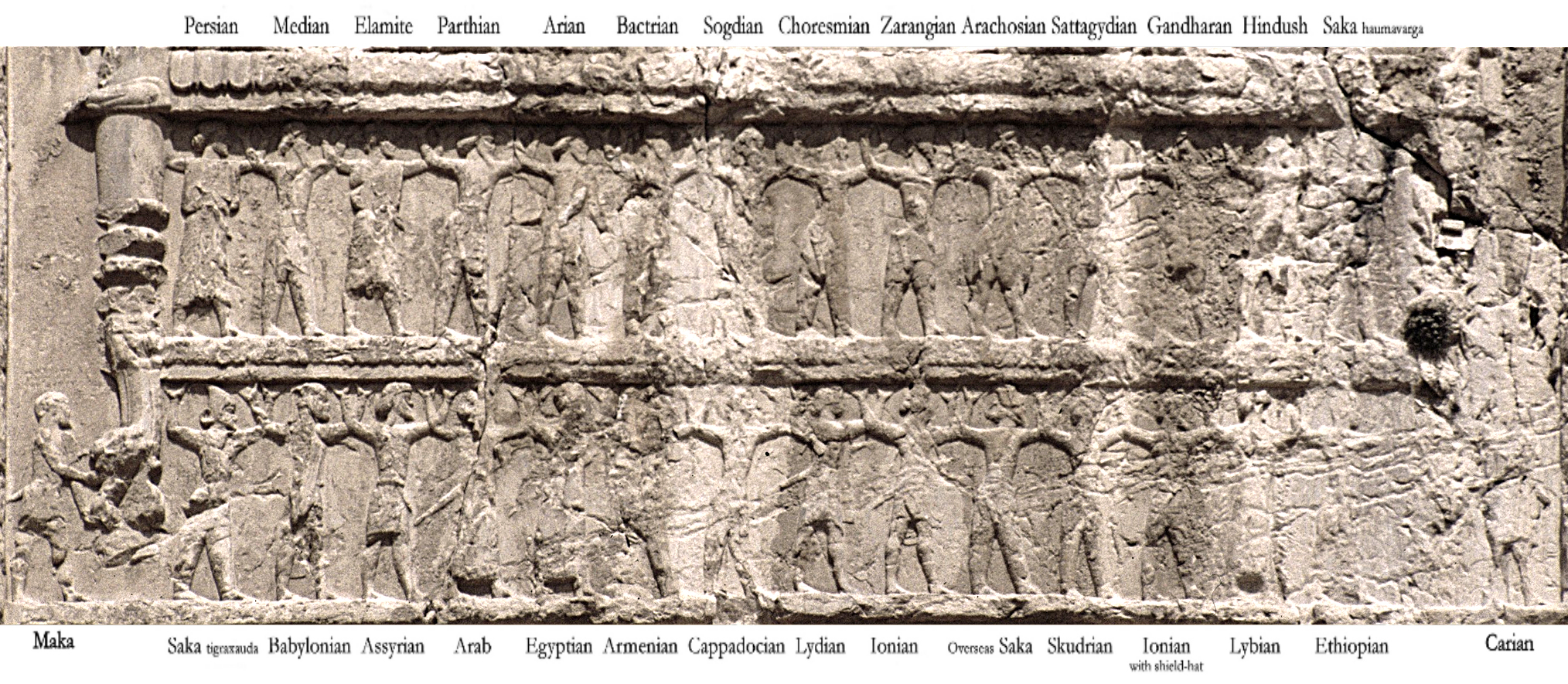
Thronträger am Grab von Dareios I.

DNe ist die Bezeichnung einer Inschrift von Dareios I. (D). Sie wurde in Naqsch-e Rostam (N) entdeckt und von der Wissenschaft mit einem Index (e) versehen. Die Inschrift liegt in altpersischer, elamischer und babylonischer Sprache vor. Bei der Inschrift handelt es sich um 30 Beischriften zu den Thronträgerfiguren. Die Zuordnung zum Thronträger erfolgt über einen zusätzlichen Zahlenindex.

## Inhalt
„1 Dies (ist) der Perser. 2 Dies (ist) der Meder. 3 Dies (ist) der Elamer. 4 Dies (ist) der Parther. 5 Dies (ist) der Areier. 6. Dies (ist) der Baktrier. 7 … 8 Dies (ist) der Chorasmier. 9 Dies (ist) der Drangianer. 10 Dies (ist) der Arachosier. 11 … 12 …13 Dies (ist) der Inder. 14 … 15 Dies (ist) der spitzmützige Sake. 16. Dies (ist) der Babylonier. 17 Dies (ist) der Assyrier. 18 … 19 … 20 Dies (ist) der Armenier. 21 … 22 Dies (ist) der Lyder. 23 Dies (ist) der Ioner. 24 … 25 … 26 … 27 … 28 … 29 Dies (ist) der Mekraner. 30 Dies (ist) der Karer.“

Rüdiger Schmitt weist in seiner Übersetzung darauf hin, dass die Beischriften mit der überwiegend Ländernamen enthaltenden Liste der Inschrift DNa und den besser erhaltenen Beischriften der Inschrift A3Pb von Persepolis zu ergänzen sei. Die Reihenfolge der Länder, beziehungsweise der Völker, wird bei allen drei Inschriften eingehalten, aber sie unterscheiden sich in sprachlichen und schriftlichen Formen. Obwohl die Beischriften von DNe in Abhängigkeit zur Inschrift DNa stehen, wird manchmal statt des Landesnamens wie in der Vorgabe der Volksname verwendet (zum Beispiel bei Elamer, Babylonier und Armenier) oder die Volksbezeichnung steht im Gegensatz zu A3Pb in der Mehrzahl (Sake, Mekraner und Karer).
Mithilfe der Inschriften A3Pb und DNa können die Beischriften von DNe folgendermaßen wiederhergestellt werden:

„1 Dieses (ist) ein/der Perser 2 Dieses (ist) ein/der Meder 3 Dieses (ist) ein/der Elamer 4 Dieses (ist) ein/der Parther 5 Dieses (ist) ein/der Bewohner von Haraiva 6 Dieses (ist) ein/der Baktrier 7 Dieses (ist) ein/der Sogdier 8 Dieses (ist) ein/der Chwärezmier 9 Dieses (ist) ein/der ein/der Drangianer 10 Dieses (ist) ein/der Arachosier 11 Dieses (ist) ein/der Sattagydier 12 Dieses (ist) ein/der Gandhärer 13 Dieses (ist) ein/der (S)inder 14 Dieses (ist) ein/der haumatrinkender Skythe 15 Dieses (ist) ein/der Spitzmützen tragende Skythe 16 Dieses (ist) ein/der Babylonier 17 Dieses (ist) ein/der Assyrer 18 Dieses (ist) ein/der Araber 19 Dieses (ist) ein/der Ägypter 20 Dieses (ist) ein/der Armenier 21 Dieses (ist) ein/der Kappadokier 22 Dieses (ist) ein/der Lyder/Sarder 23 Dieses (ist) ein/der Jonier 24 Dieses (ist) ein/der transmeerischer Skythe 25 Dieses (ist) ein/der Skudrer 26 Dieses (ist) ein/der Schild (auf dem Kopfe) tragende Jonier 27 Dieses (ist) ein/der Libyer 28 Dieses (ist) ein/der Äthiopier 29 Dieses (ist) ein/der Bewohner von Maka 30 Dieses (ist) ein/der Karer“

## Beschreibung
Die Beischriften sind in einem schlechten Zustand, wobei der linke Teil vom Betrachter aus gesehen besser erhalten ist als der rechte Teil. Die Beischriften befinden sich in situ (am Ursprungsort) und werden folgendermaßen referenziert:
| 29 | \| 1 \| 2 \| 3 \| 4 \| 5 \| 6 \| 7 \| 8 \| 9 \| 10 \| 11 \| 12 \| 13 \| 14 \| \| \| \| \| \| \| \| \| \| \| \| \| \| \| \| \| 15 \| 16 \| 17 \| 18 \| 19 \| 20 \| 21 \| 22 \| 23 \| 24 \| 25 \| 26 \| 27 \| 28 \| | 30 |    |    |    |    |    |    |    |    |    |    |    |
| 1  | 2 | 3  | 4  | 5  | 6  | 7  | 8  | 9  | 10 | 11 | 12 | 13 | 14 |
|    | |    |    |    |    |    |    |    |    |    |    |    |    |
| 15 | 16 | 17 | 18 | 19 | 20 | 21 | 22 | 23 | 24 | 25 | 26 | 27 | 28 |

Völlig zerstört sind die Beischriften DNe 11, DNe 14, DNe 19, DNe 21, DNe 24, DNe 25, DNe 26 und DNe 28. Die Sprachversionen sind in jeweils einer Zeile dargestellt mit der altpersischen Sprachversion zuoberst, der elamischen in der Mitte und der babylonischen am Schluss. Die babylonische Sprachversion ist am schlechtesten erhalten, da sie unmittelbar an der Unterkante der Quersprossen des Throngestells angesiedelt und die Beischriften dort besonders exponiert sind.
Früher wurde die Inschrift mit NR I–XXX oder auch NRe bezeichnet,  danach mit DN I–XXX, bis sich dann die Bezeichnung DNe 1–30 durchsetzte.

## Forschungsgeschichte
Als der englische Reisende Tasker 1848 die Inschriften von Naqsch-e Rostam abzeichnete, überlieferte er von den Beischriften nur DNe 29 (Dies (ist) der Mekraner). Jules Oppert äußerte 1859 die Vermutung, dass alle Thronträger mit einer Inschrift versehen seien. Marcel Dieulafoy teilte 1885 mit, dass 7 weitere Beischriften entdeckt worden seien. In der Folge kam es für die Beischriften zu einer reichhaltigen Forschungstätigkeit, aber erst 1999 konnte Rüdiger Schmitt eine umfassende Gesamtsicht auf die 30 Beischriften veröffentlichen.

## Rezeption
Alle sechs Gräber von Naqsch-e Rostam und Persepolis sind mit den 30 Thronträgern in der gleichen Anordnung ausgestattet. Von den sechs Gräbern enthalten das Grab I mit der Inschrift DNe und das Grab V mit der Inschrift A3Pb die dreisprachigen Beischriften der Völker. Neben den beiden Gräbern liefern auf der Liste der achämenidischen Königsinschriften die Inschriften DB, DNa, DPh, DPe, DSe, XPh und eine Stele aus Tell el-Maschuta Namen von Ländern oder Völkern. Die Inschriften unterscheiden sich in der Anzahl der Länder, beziehungsweise der Völker, und der Reihenfolge. Die Inschrift DPh zum Beispiel listet nur die äußersten Regionen, um die Größe des achämenidischen Reichs auszudrücken, und die älteste Inschrift von Dareios I., DB in Behistun, listet 23 Länder im Gegensatz zu DNa, DNe, DSe und A3Pb mit 30 Ländern, beziehungsweise Völkern.
In der älteren Forschung wurden von den Angaben der achämenidischen Königsinschriften reale politische Begebenheiten abgeleitet. Die heutige Forschung warnt davon, da die ideologischen Vorgaben der Inschriften von Dareios I. von seinen Nachfolgern „als Norm“ kopiert wurden, um diese Vision der monarchischen Macht durch verbale und visuelle Wiederholungen zu unterstreichen. Es gebe zwar Hinweise auf subtile Änderungen, aber es sei unmöglich, deren Bedeutung festzulegen. Dies gelte auch für die Länder-, beziehungsweise Völkerlisten.